# Marcantonio Giustinian
Marcantonio Giustinian (Venezia, 2 marzo 1619 – Venezia, 23 marzo 1688) fu il 107º doge della Repubblica di Venezia.

## Biografia

### Infanzia ed educazione
Entrambi i genitori appartenevano alla stessa famiglia Giustinian, sebbene a rami differenti. Il padre era Pietro di Girolamo della linea "delle Budelle d'Oro", soprannome piuttosto volgare ma efficace per indicarne le grandissime ricchezze: possedevano due ville a Fiesso, presso la Riviera del Brenta, e un'altra a Roncade nel Trevigiano - il cosiddetto "Castello". La madre era Marina di Pietro della linea "dei Vescovi", così detta per aver dato numerosi uomini di Chiesa.
Studiò a Padova, avendo tra gli insegnanti Fortunio Liceti e Lelio Mancino. Non raggiunse il dottorato ma ebbe comunque un'ampia erudizione, che andava dalla storia alla teologia passando per il diritto. Concluse la sua formazione con un soggiorno a Parigi presso il fratello Girolamo, ambasciatore (1641-1644).

### Carriera politica
Raggiunta l'età minima per entrare in politica, cominciò a fare carriera come savio agli Ordini (1644-1645). Più tardi (1647) fu eletto governatore di galera nell'ambito della guerra di Candia ma probabilmente non adempì praticamente all'incarico, essendo peraltro un uomo molto religioso tendente addirittura al quietismo. La sua ascesa venne interrotta nel decennio successivo forse per la brillante carriera del fratello Girolamo (com'era prassi tra le famiglie veneziane, i parenti di una personalità politica non potevano acquisire ulteriore potere per non concentrare onori su uno stesso casato).
Nel 1656 Girolamo moriva improvvisamente, seguito poco dopo da un altro fratello, Francesco, l'unico ad essersi sposato e ad aver avuto figli. Furono questi tragici eventi a fare la fortuna di Marcantonio perché la famiglia lo volle reinserire ben presto nella vita pubblica per colmare il vuoto lasciato dal parente. Il suo cursus honorum venne ripreso a partire da incarichi più tecnici che politici: divenne così depositario del Banco Giro (luglio - ottobre 1656), quindi, dopo quattro anni di assenza, provveditore alle Biave (marzo 1660 - luglio 1661). In quest'ultima occasione il Giustinian si sarebbe distinto per aver scoperto le adulterazioni compiute dai fornai veneziani sui prodotti destinati alle milizie impiegate nella guerra di Candia.
Fu poi uno dei sette esecutori delle deliberazioni del Senato (1661-1663), cui seguirono la carica di aggiunto ai provveditori sopra Danari (1663-1664) e di conservatori delle leggi (1664). A questo monotono svolgersi della sua carriera politica fu dato nuovo lustro con l'elezione ad ambasciatore in Francia (1664).
Rientrato a Venezia dopo cinque anni, riprese i suoi incarichi nelle magistrature finanziarie.

### Dogato
La sua elezione al soglio dogale avvenne al primo scrutinio il 26 gennaio 1684, con 37 voti favorevoli su 41 elettori. Appresa la notizia, il Giustinian volle farsi frate, ma in seguito si convinse ad accettare la carica.
L'inaspettata elezione trova varie giustificazioni: le divisioni che impedivano la vittoria degli altri candidati, il sostegno del Giustinian alla Lega Santa e, infine, un omaggio all'ancora celebre fratello Girolamo. Forse fu presa in considerazione anche la sua religiosità, ideale per ottenere il consenso della popolazione e del ceto politico nel corso della guerra di Morea contro i Turchi.
Per suggellare i continui successi bellici, il doge fu protagonista di numerose esibizioni religiose, come Te Deum e processioni; spicca in particolare la riapertura della cappella di San Nicolò, nel Palazzo Ducale, fino ad allora occupata da uffici.

### Morte
Morì dopo una breve malattia nel 1688 mentre recitava le litanie e venne sepolto a San Francesco della Vigna.

## Opere

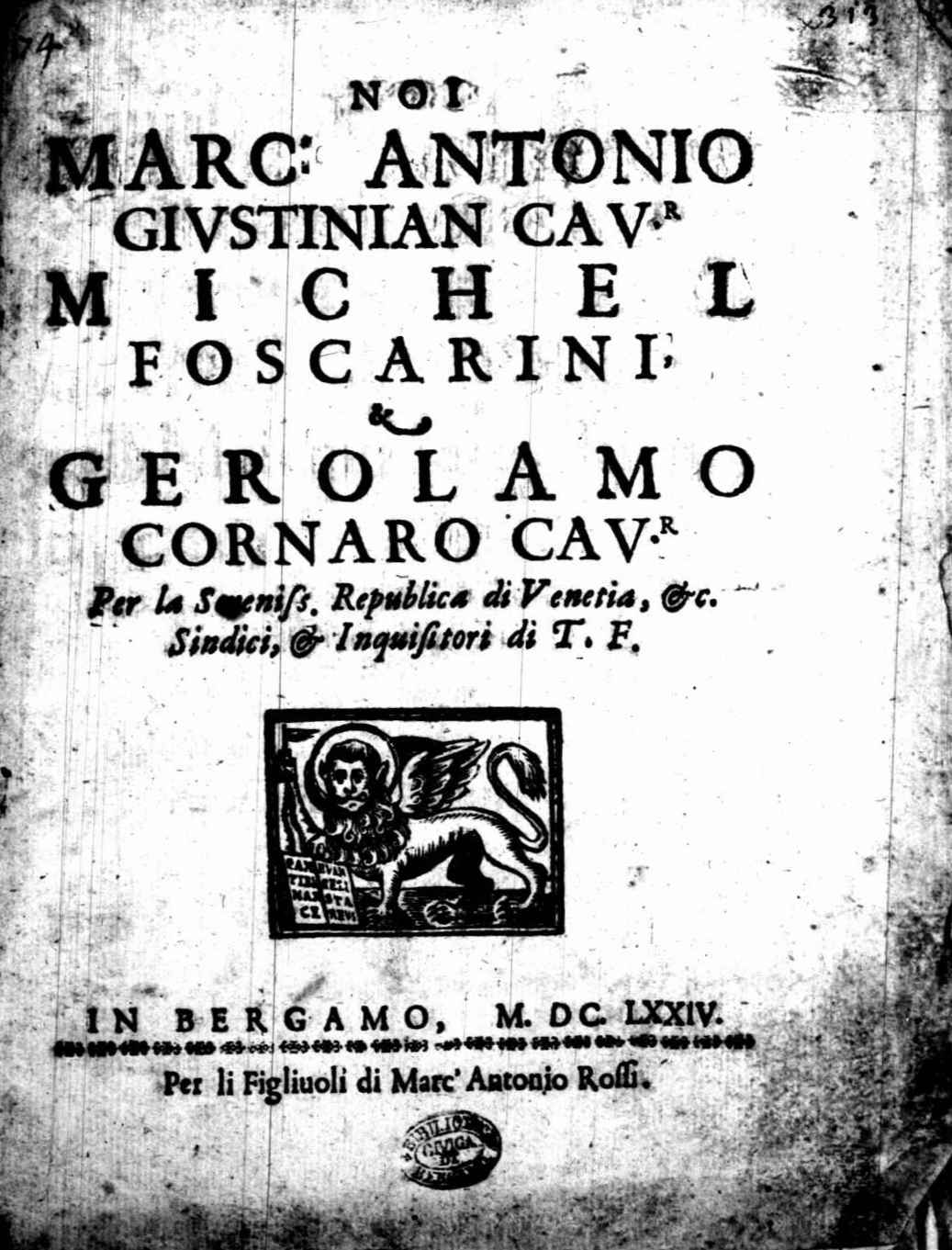
Marcantonio Giustinian, Michele Foscarini e Gerolamo Cornaro, Ordini relativi alle paghe delle genti d'arme, 1674

- Ordini e terminationi nel proposito del territorio di Bergamo li 4 aprile 1673, Bergamo, Marc'Antonio Rossi, figli, 1673.
- Ordini, dichiarazioni e limitazioni in proposito di privilegi et esenzioni dai dazi nella città di Bergamo l'anno 1673, Giovanni Giacomo Vignadotti, 1673.
- Ordini et regole fatte per la Comunità de gl'Orzi Nuovi, Brescia, Giovanni Giacomo Vignadotti, 1673.
- Ordini et regole fatte per il territorio di Brescia, Brescia, Giovanni Giacomo Vignadotti, 1674.
- Ordini et regole fatte per la Comunità di Lonato, Brescia, Giovanni Giacomo Vignadotti, 1674.
- Ordini relativi alle paghe delle genti d'arme, Bergamo, Marc'Antonio Rossi, figli, 1674.
- Ordini e terminazioni stabilite in proposito dei notai e coadiutori del Palazzo, Bergamo, fratelli Rossi, 1732.